# Burg Bracht
Die Burg Bracht war eine wahrscheinlich gegen Ende des 12. Jahrhunderts erbaute Wasserburg in der heutigen Gemarkung von Burgbracht, einem bereits im Jahre 785 als „Brataha“ urkundlich erwähnten heutigen Ortsteil der Gemeinde Kefenrod im hessischen Wetteraukreis. Heute zeigt der Burgstall nur noch Reste des Burghügels und einige Mauerteile, die aber noch auf den Grundriss der einstigen Anlage schließen lassen.

## Lage
Die Burg befand sich auf 326 m über NHN in der Talsenke am Ostufer der Bracht östlich des heutigen Dorfs an der Stelle des späteren „Thalhofes“, wo die Gebiete der Gerichte Reichenbach, Wolferborn und Wenings zusammentrafen. Sie diente zum Schutz des Tals und zur Sicherung der „Antsanvia (Hohen Straße)“ von Mainz über Frankfurt und Fulda nach Leipzig, in diesem Abschnitt „Reffenstraße“ genannt. Zur Burg gehörten die in der Nähe liegenden Höfe und das etwa 3 km südlich im Brachttal gelegene Dorf Hitzkirchen als Zubehör.

## Geschichte
Erbauer und Erbauungszeit sind unbekannt. Es liegt nahe, dass die Burg ähnlich wie Wächtersbach und Birstein am Ende des 12. Jahrhunderts durch die Herren von Büdingen zum Schutz des Wildbannbezirks des Büdinger Waldes errichtet wurde.
Die erste urkundliche Erwähnung der Burg findet sich im Jahre 1333, als die Burg im Besitz des Hermann III. von Lißberg, genannt von Brachta, vermerkt wird. Die Burg war in dieser Zeit neben der Stammburg Lißberg das zweite Zentrum lißbergischer Rechte im Bereich der Gerichte Wolferborn und Wenings, wo die Lißberger und die Isenburger aufgrund von Verpfändungen durch das Reich ausgedehnten Pfandbesitz innehatten. Allerdings konnten sich die Herren von Lißberg auf Dauer nicht gegen ihre mächtigeren Nachbarn behaupten. Die Burg Bracht sah daher wiederholte Besitzwechsel durch Verpfändungen und Lehensauftragungen: Die Burggrafen zu Gelnhausen, die Abtei Fulda, das Erzstift Mainz und im ersten Viertel des 15. Jahrhunderts dann die Herren von Rodenstein (als selbsternannte Erben des 1399 als letztem seines Geschlechts verstorbenen Friedrich von Lißberg).
1416 belehnte der Mainzer Erzbischof Johann II. die Grafen von Weilnau und die Herren von Rodenstein mit der halben Burg Bracht; Mitbesitzer zu diesem Zeitpunkt waren die Weilnauer und die Herren von Thüngen. 1420 besaß das Erzstift infolge weilnauischen Verkaufs drei Achtel der Burg. Die Herren von Rodenstein verpfändeten 1421 ihren Teil der Burg an die Herren von Hanau. Auch die Grafen von Weilnau zu Birstein und Kurmainz waren zeitweise Besitzer oder Teilbesitzer der Burg in wechselnden Konstellationen. Den Burgfrieden von 1425 unterzeichneten als Besitzer das Erzstift Mainz und die von Hanau, von Eppstein, von Isenburg, von Weilnau und von Rodenstein. 1438 hielt Kurmainz noch ein Achtel als Pfand von den Grafen von Weilnau, und Diether l. von Isenburg kaufte im gleichen Jahr das verbliebene Achtel der Weilnauer. Mainz verpfändete sein Achtel später an die Herren von Eppstein, verkaufte es dann 1462 an Ludwig II. von Isenburg. Nun waren nur noch die Rodensteiner als Lißberger Allodialerben und die Grafschaft Hanau-Münzenberg zusätzliche Teilhaber.
Die Burg wurde 1462 während der Mainzer Stiftsfehde zerstört, als Graf Ludwig II. von Isenburg seinen 1459 zum Erzbischof von Mainz gewählten Bruder Diether in dessen Kampf gegen Adolf von Nassau unterstützte. Die Grafen von Hanau-Münzenberg verkauften ihren Anteil im Jahr 1500 an die Grafen von Isenburg.
Die Burg wurde nach 1462 nicht wieder aufgebaut und verfiel. Fundamente wurden um 1960 freigelegt. Der Wassergraben blieb als „Burggraben“ noch bis zur Bachbegradigung und Flurbereinigung in den Jahren von 1952 bis 1956 erhalten.